# Lepanthes fibulifera
Lepanthes fibulifera er en orkidéart som blev beskrevet af Carlyle August Luer og Rodrigo Escobar.
Lepanthes fibulifera indgår i slægten Lepanthes og familien orkidéer. Ingen underarter nævnes i Catalogue of Life.